# Marek Twardowski
Marek Twardowski, född den 6 oktober 1979 i Białystok, Polen, är en polsk kanotist.
Han tog bland annat VM-guld i K-2 500 meter i samband med sprintvärldsmästerskapen i kanotsport 1999 i Milano.